# Thomas Athanasius Idinopulos
Thomas Athanasius Idinopulos (* 1. September 1935 in Portland (Oregon); † 7. März 2010 in Cincinnati, Ohio) war ein amerikanischer Theologe, Philosoph und Religionswissenschaftler.

## Ausbildung
Idinopulos kam als Sohn griechischer Einwanderer in Portland, USA zur Welt.
Er wuchs mit Griechisch als Muttersprache auf.
Englisch war die zweite Sprache, die er lernte.
Als junger Mann diente Idinopulos in der United States Army.
Er begann seine Ausbildung am Reed College, die er mit einem BA in Philosophie abschloss.
Danach erlangte er an der Duke University als National Woodrow Wilson Scholar einen MA.
Bis 1965 setzte er seine Studien an der Divinity School der University of Chicago fort und schloss sie mit einem MA und einem PhD ab.

## Beruf
1966 begann Idinopulos sein Berufsleben als Professor an der Miami University in Oxford, Ohio.
Er war Gründer und Direktor des Programms für jüdische Studien und hielt dort 40 Jahre lang Vorlesungen auf dem Gebiet der vergleichenden Religionswissenschaft.
Idinopulos war International Graduate Fellow an der Nationalen und Kapodistrias-Universität Athen, Griechenland.
Er schrieb mehr als 160 Artikel und 12 Bücher.
1986 erhielt er  vom christlichen Magazin "The Christian Century" den "Associated Church Press Excellence Award".
Nach seiner Emeritierung begann Idinopulos an der University of Cincinnati Spanisch und Hebräisch zu lernen.
Dort hatte er auch eine Stelle als Adjunct Professor.

## Interessen und Reisen
Idinopulos vertrat ökumenische Ansichten.
Sein besonderes Interesse galt Jerusalem.
Auf zahlreichen Reisen dorthin erwarb er weitreichendes Wissen über diese Stadt, was sich auch in mehreren seiner Bücher niederschlug.
1975 und 1977 lud Jerusalems Bürgermeister Teddy Kollek Idinopulos als Gastprofessor an das Culture Center of the Jerusalem Foundation nach Jerusalem ein.
1981 war Idinopulos eingeladen von Prinz Hassan ibn Talal in Amman, Jordanien.
Er nahm dort an einem Treffen von Gelehrten und internationalen Führungspersönlichkeiten teil, die über die Zukunft von Jerusalem als Hauptstadt für Israelis und Palästinenser berieten.

## Familie
Auf einer seiner zahlreichen Reisen nach Jerusalem lernte Idinopulos seine Frau Lea Spector Idinopulos kennen, mit der er 30 Jahre lang verheiratet war.
Aus der Ehe gingen zwei Söhne und sechs Enkelkinder hervor.

## Werke (Auswahl)
- Betrayal of Spirit: Jew-hatred, The Holocaust, and Christianity, The Davies Group Publishers, 3. Oktober 2007, ISBN 978-1-888570-96-0.
- Weathered by Miracles: A History of Palestine from Bonaparte and Muhammad Ali to Ben-Gurion and the Mufti, 1. Juli 1998, ISBN 1-56663-189-0.
- WHAT IS RELIGION?, Cross Currents, 1998, Bd. 48/3, online
- Jerusalem: A History of the Holiest City as seen Through the Struggles of Jews, Christians, and Muslims, Ivan R. Dee, 1. August 1994, ISBN 1-56663-062-2.
- Jerusalem Blessed, Jerusalem Cursed: Jews, Christians and Muslims in the Holy City from David's Time to Our Own, Ivan R. Dee, Publisher, 28. November 1991, ISBN 0-929587-66-9.
- Holy Fire in Jerusalem, Christian Century, 7. April 1982, S. 407, online
- The erosion of faith;: An inquiry into the origins of the contemporary crisis in religious thought, Quadrangle Books, 1971, ISBN 0-8129-0197-5.